# Цубаки-оками-ясиро
Цубаки-оками-ясиро (яп. 椿大神社 цубаки-о:ками-ясиро) — синтоистское святилище, расположенное в районе Ямамото города Судзука (префектура Миэ), Япония.

## Мифология
Согласно храмовой традиции, святилище было основано Яматохимэ в 3 году до н. э., в правление императора Суйнина
В главном святилище поклоняются Сарута-хико — одному из земных ками (куницуками). Вероятно, изначально он был местным божеством рыбаков из области Исе, но впоследствии стал почитаться как бог Небесного Перекрестья Путей, от которого произошли прочие ками дорог и перекрёстков. Он был великаном и имел облик обезьяны. Согласно мифам, когда родоначальник императорского рода Ниниги но Микото собирался спуститься с небес на землю, Сарута-хико преградил ему путь. Тогда вперёд вышла сопровождавшая его Амэ-но удзумэ и смогла убедить великана пропустить их и даже указать им дорогу. В итоге она стала женой Сарута-хико, совместно они являются важными божествами плодородия и божествами-хранителями, чьи скульптуры устанавлиавли вдоль дорог. Позже Сарута-хико стал считаться воплощением бодхисаттвы Дзидзо.
Кроме того, там почитают Гёмана Даймёдзина, легендарного основателя учения сюгэндо.

## История
Святилище упоминается уже в «Энгисики». В средневековье оно являлось главным святилищем провинции Исе (ити-но-мия). В древности оно называлось Тиваки-оками-ясиро, но в IV веке н. э. император Нинтоку сменил название на нынешнее.
В 1920-х годах Цубаки стало главным святилищем, где поклоняются Сарута-хико, оно стоит во главе сети из многих дзиндзя.
В 1987 году филиал храма построен в Калифорнии.

## Архитектура
Святилище расположено у подножия горы Нюдогатаке. Длинный путь к храму (сандо) проходит среди высоких кедров. После первых тории расположен сиси-до, зал, где проходят церемонию очищения автомобили. Сандо упирается в гэхайдэн (внешний хайдэн), за которым находятся найхайдэн (внутренний хайдэн) и хондэн. Здания построены в стиле симмэй-дзукури, крыши покрыты медным листом и украшены и украшены элементами тиги и кацуоги. Большинство нынешних зданий — 1968 года постройки.
Справа от сандо стоит зал Дзидзо-до с тремя статуями Дзидзо, чьим воплощением считался Сарута-хико. Кроме того, у сандо находится святилище Цубаки-Гиси-дзиндзя, где поклоняются Амэ-но удзумэ. Оно окрашено в ярко-красный цвет и имеет красные рёбу-тории.

## Мацури
Главный храмовый праздник проводится 11 октября. 11-12 апреля проходит весенний праздник (сюнки тайсай), который включает в себя представление но и традиционный танец Иватэ.